# Apocryptus leucozonatus
Apocryptus leucozonatus là một loài tò vò trong họ Ichneumonidae.